# Keleti gót királyok listája
A keleti gót királyság a Boryszthenész (Dnyeper) mentén élő gótok egyik ágának állama. A hun fennhatóság alól felszabaduló keleti gótok már a Kárpát-medence területén éltek, és itt alakították ki az Illyricum-Pannoniai Gót Királyságot. A Nyugatrómai Birodalom bukása után nyugatabbra költöztek, s mint a Nyugatrómai Birodalom utódállama Itáliában, látszólagos függésben volt a Keletrómai Birodalomtól. 552-ben heves védekező harcok végén került bizánci uralom alá.

## Keleti gót királyok (4. század–552)
| Uralkodó              | Uralkodott                      | Névváltozat                               | Megjegyzés                   |
| --------------------- | ------------------------------- | ----------------------------------------- | ---------------------------- |
| Athal                 | kir.: ?                         | –                                         | összgót fejedelem            |
| Odoulf                | kir.: ? – †351                  | –                                         | összgót fejedelem            |
| Hermanarik            | kir.: 351 – †374                | Ermanarich, Ermich                        | összgót fejedelem            |
| Withimir              | kir.: 374 – †375                | –                                         |                              |
| Gesimund              | kir.: 375 – ?                   | –                                         |                              |
| Hunimund              | kir.: ? – †405                  | –                                         |                              |
| Thorismund            | kir.: 405 – †447                | –                                         |                              |
| Valamir               | kir.: 447 – †468                | –                                         |                              |
| Videmir               | kir.: 468 – †470                | –                                         | Valamir testvére.            |
| Theudemir (*413)      | kir.: 468 – †474                | Tiudimer, Didemir                         | Videmir testvére.            |
| Nagy Theuderik (*454) | kir.: 474 – †526. augusztus 30. | Þiudareiks, Θευδερίχος, Þēodrīc, Þjōðrekr | 493-tól Itáliában uralkodik. |
| Athalarik (*516)      | kir.: 526 – †534. október 2.    | Atalarik                                  | Amalasuintha fia.            |
| Amalasuintha (*496)   | kir.: 534 – †535. április 30.   | Amalaswintha, Amalswinthe, Amalasontha    | Theodorich leánya.           |
| Theodahad (*507)      | kir.: 534 – †536 decembere      | Théodat, Thiudahad                        | Theodorich nővérének a fia.  |
| Vitigis (*490 körül)  | kir.: 536 – 540, †541/542       | Witiges                                   | Elvette Athalarich nővérét.  |
| Hildibad              | kir.: 540 – †541 májusa         | Ildibad, Heldebadus                       |                              |
| Erarich               | kir.: 541 – †541 októbere       | Eraric, Heraric, Ariaric                  |                              |
| Totila (*516)         | kir.: 541 – †552. július 1.     | Baduila                                   | Hildibad unokatestvére.      |
| Teia                  | kir.: 552 – †552. október 30.   | Thila, Thela, Theia                       |                              |